# Церковь Святого Петра (Дорна)
Церковь Святого Петра (нем. St. Petrus или нем. St. Petri) — протестантская деревенская церковь в районе Дорна города Гера; здание храма, являющееся памятником архитектуры, было построено в XII веке и перестроено в XVII.

## История
Здание церкви в деревне Дорна (сегодня являющейся районом «независимого города», нем. kreisfreien, Гера) было, предположительно, построено в XII веке: исследователи делают такой вывод на основании формы двух окон на восточной стороне здания, характерных для архитектуры данного периода. В XVI веке к существенно перестроенному зданию церкви был добавлен двухсекционный ребристый свод, а около 1600 года — была установлена купель. На южной стороне здания была также установлена «богато украшенная» кафедра, которая в 1681 году была дополнена потолочным навесом (аба-вуа).
В XVII веке во внутренне убранство храма были внесены дополнительные изменения, связанные с расширением галерей и созданием эмпор. В конце XIX века, в 1889 году, церковь Святого Петра была как отремонтирована, так и отреставрирована. По данным на 2016 год община церкви относилась к приходу Пёльцига, Дорны, Рёпсена и Рошютца центральногерманского отделения Евангелической церкви Германии (EKD). В районе существует движение за сохранение церкви, являющейся городским памятником архитектуры.